# Титово (Андреевское сельское поселение)
Титово — село Борисоглебского района Ярославской области, входит в состав Андреевского сельского поселения, относится к Яковцевскому сельскому округу.

## География
Расположено в 18 км на север от центра поселения деревни Андреевское и в 24 км на север от райцентра посёлка Борисоглебский.

## История
Каменная одноглавая церковь во имя Воскресения Христова и св. Николая построена в 1803 году.
В конце XIX — начале XX века село входило в состав Ильинской волости Ярославского уезда Ярославской губернии. В 1883 году в селе было 9 дворов.
С 1929 года село являлось центром Титовского сельсовета , с 1944 года — в составе Курбского района, с 1957 года — в составе Борисоглебского района, в 1980-х годах — в составе Яковцевского сельсовета, с 2005 года — в составе Андреевского сельского поселения.

## Население
| 1859 | 1883 | 1914 | 2007 | 2010 |
| ---- | ---- | ---- | ---- | ---- |
| 119  | ↘86  | ↗97  | ↘84  | ↘77  |

## Достопримечательности
В селе расположена недействующая Церковь Воскресения Христова (1803).